# 广州国际城市创新奖
廣州國際城市創新獎（英語：Guangzhou International Award for Urban Innovation），簡稱廣州獎（Guangzhou Award），是世界城市和地方政府联合组织（UCLG）和世界大都市協會設立的最高獎項。該獎旨在表彰城市和地方政府在城市创新领域中的成功实践，每兩年評審一次，每次評選5個獎項。
廣州獎的標誌是簡體字「广州」的造型，形似高樓，象徵城市，不過該造型發布時受到不少廣州市民的質疑；獎項的口號是「創新成就未來」。

## 成立
目前，世界城市和地方政府联合组织（UCLG）在中國大陸有19个會員城市，廣州市是UCLG的聯合主席城市。2011年6月，時任廣州市市長萬慶良以聯合主席身份，在摩洛哥拉巴特舉行的UCLG執行局會議上發表了以「創新讓城市更美好」為主旨的演讲，倡議創立國際城市創新獎，得到了UCLG和世界大都市協會的積極響應，並於2011年12月在意大利佛罗伦萨召开的UCLG世界理事會會議獲得通過。廣州國際城市創新獎是世界首個由地方政府依託世界城市多邊組織發起設立的國際獎項，UCLG和廣州方面都期望該獎可以成為「UCLG的諾貝爾獎」，目前廣州獎已永久落戶廣州。

## 獲獎城市
廣州國際城市創新獎獎每兩年評審一次，每次評選5個獲獎項目，首次頒獎典禮於2012年11月晚在广州大剧院舉行。
| 國家                                           | 城市                                 | 獲獎 |
| 第一屆（2012年11月16日，广州大剧院）           | 第一屆（2012年11月16日，广州大剧院） | 第一屆（2012年11月16日，广州大剧院）                                                                                   |
| ---------------------------------------------- | ------------------------------------ | --- |
| 土耳其                                         | 科喀艾里                             | http://www.uclg.org/sites/default/files/Kocaeli.pdf （页面存档备份，存于） 未雨綢繆：學會在地震下生存                  |
| 马拉维                                         | 利隆圭                               | http://www.uclg.org/sites/default/files/lilongwe_initiative.pdf （页面存档备份，存于） 利隆圭/约翰内斯堡：城市导师计划 |
|                                                | 首尔                                 | http://www.uclg.org/sites/default/files/seoul.pdf （页面存档备份，存于） 公眾參與：預防青少年色情                      |
| 加拿大                                         | 温哥华                               | http://www.uclg.org/sites/default/files/Vancouver.pdf （页面存档备份，存于） 理想温哥华：打造面向全民的宜居空间        |
| 奥地利                                         | 维也纳                               | http://www.uclg.org/sites/default/files/Vienna.pdf （页面存档备份，存于） 维也纳新生活：维也纳针对新移民的欢迎项目     |
| 第二屆（2014年11月28日，广州白云国际会议中心） |                                      | |
| 哥伦比亚                                       | 安蒂奥基亚省                         | Educational Parks: innovating the educational system in Antioquia 安蒂奥基亚教育学园：创新教育系统                     |
| 英国                                           | 布里斯托尔                           | Smart City Bristol 智慧城市                                                                                            |
| 新西兰                                         | 基督城                               | Christchurch: Our Ever Evolving City 我们的发展型城市                                                                  |
| 塞内加尔                                       | 达喀尔                               | Darkar Municipal finance program: Accessing the Power of Capital 市财政计划                                            |
| 中国                                           | 杭州                                 | Public bicycle system 公共自行车系统                                                                                   |

## 外部連結
- 广州国际城市创新奖官方网站（简体中文）
- 世界城市和地方政府联合组织官方网站 （页面存档备份，存于）
- 世界大都市协会官方网站 （页面存档备份，存于）（英文）
- 广州国际城市创新奖的新浪微博